# Tetuán (metropolitana di Madrid)
Tetuán è una stazione della linea 1 della metropolitana di Madrid.
Si trova sotto alla calle de Bravo Murillo, all'incrocio delle vie Sor Angela de la Cruz e Marqués de Viana, nel distretto di Tetuán.

## Storia

Ampliamento della linea 1 che ha incluso la stazione di Tetuán

La stazione fu inaugurata nel 1929 quando la linea 1 venne prolungata fino al quartiere Tetuán e negli anni sessanta venne ristrutturata per ampliare le banchine da 60 a 90 metri.

## Accessi
Ingresso Algodonales
- Algodonales Calle de Bravo Murillo, 269 (angolo con Calle de los Algodonales)

Ingresso General Margallo aperto dalle 6:00 alle 21:40
- General Margallo Calle del General Margallo, 2 (angolo con Calle de Bravo Murillo)